# テラ戦士ΨBOY
『テラ戦士Ψ BOY』（テラせんし サイ ボーイ）は、1985年7月6日より全国東映系で公開された日本のSF映画。主演は菊池桃子。同時上映は『エリア88』。配給収入は2.5億円。

## 物語
6歳の少女・MOMOKOは、遊園地で友達のモトハルと遊んでいた時、突如として光に包まれ……次の瞬間、16歳の高校生としてごく普通の学園生活を送っていた。6歳の時の記憶が突然甦ったのか？ しかしMOMOKOは、6歳から16歳まで10年間普通に生きてきたことを自覚しているものの、この不思議な体験は、6歳の遊園地の時から突然、自分が16歳になったようにしか思えなかった。幼馴染みのモトハルに打ち明けても、彼は白昼夢だと笑うのみ。同じ頃、彼女らの周辺では、勉学やスポーツに長けた学生が消息を絶ち、その2日後に2日間の記憶と、元の卓越した能力を失って帰ってくるという奇妙な事件が頻発していた。そして同じ頃、MOMOKOやモトハルに突如、超能力が身につく。後日「ディラスポーラ」というメッセージのもと、エスパー少年たちがMOMOKOの元に集まってきた。しかし、悪のエスパー・フレイムの刺客が彼らを襲う。危機を脱した彼らは、自分たちを集めた謎の存在「BOY」からメッセージを受取るのだった。

## 登場人物

### MOMOKOと仲間たち
MOMOKO（モモコ）
16歳の高校生。突如としてサイコキネシス能力を身につけ、全く制御できない能力に戸惑いつつも、BOYから救いを求めるメッセージを受取り、彼を助け出すことを決意する。16歳でむろん普通免許を持っていないが、何故か自動車の運転が出来る。
モトハル
MOMOKOの幼馴染みで、同じ高校に通っている。部活はボクシング。MOMOKOと同時期にサイコキネシス能力を身につける。但しMOMOKOとは違い右拳を左手で叩くことで容易に制御が利く。
ギンジロー
都内の小学生でIQ最高を自称する小学生で、パソコンが特技。予知能力を持つ。
トオル
ハンバーガーショップの店員。MOMOKOがその店に偶然来店したことから仲間となる。テレポーテーション能力を持つが、目的地と異なる場所に移動してしまう等、ドジも多い。
ブー
ゲームセンターで遊んでいたMOMOKOたちを刺客から救い、仲間となる。手から高熱を発して、掴んだ相手を攻撃する能力を持つ。
ステーション
テレパシー能力を持つ青年。ゲームセンターで遊んでいたMOMOKOたちに、ゲーム機の画面を通じて刺客の襲来を知らせた後、危険を脱した彼女らに合流して仲間となる。
BOY
宇宙の彼方からやって来た謎の生命体。「ディラスポーラ」のメッセージのもと、MOMOKOを始めとするエスパーたちにコンタクトを取り、助けを求める。

### ゴールデン・フレイム研究所
ゴールデン・フレイム
ゴールデン・フレイム研究所の所長。MOMOKOたちを遥かに上回るエスパー。既にBOYを手中に収めており、その能力の悪用を企んでいる。
片山先生
MOMOKOの通う高校の教師だが、実はフレイムの部下。MOMOKOに秘められた能力を見抜き、マルイと共に彼女を執拗に追うが、失敗。責任をとってフレイムに殺害される。
マルイ
フレイムの部下の男。MOMOKOを追っていたものの失敗。さらに密かに想いを寄せていた片山を失い、悲しみに暮れるが……。

## キャスト
- MOMOKO：菊池桃子
- 片山先生：早乙女愛
- ゴールデン・フレイム：益岡徹
- マルイ：竹中直人
- モトハル：井浦秀智
- ギンジロー：磯崎洋介
- トオル：栗田光志
- ブー：五十嵐登
- ステーション：佐藤直洋
- モトハルの母：船場牡丹
- ギンジローの母：中村まり子
- 現国：加藤善博
- 数学：石丸謙二郎
- おしぼり屋：高野嗣郎
- BOYの声：島本須美
- 芸能人風おばさん：あき竹城
- 政界の男：鈴木瑞穂
- 財界の男：名古屋章
- MOMOKOのパパ：上條恒彦
- MOMOKOのママ：朝丘雪路
- 加藤大樹、名代杏子、掛田誠、瀬木一将、志賀実、森聖二、衣笠健二、松尾久美子、大沢健、有森也実　ほか

## スタッフ
- 監督：石山昭信
- 脚本：原田眞人
- 原作：マイク・スプリングレイン
- 音楽：林哲司
- オーケストレーション：朝川朋之
- 撮影：山崎善弘
- 美術：渡辺平八郎
- 照明：磯野雅宏
- 編集：井上治
- 助監督：佐藤敏宏
- 音響効果：斉藤昌利
- 操演：小林正己、尾上克郎、國米修市
- 装飾：山崎輝、石田登、富沢幸男、長谷川圭一
- 技斗：高瀬将嗣
- カースタント：スーパードライバーズ

特撮ユニット
- 撮影：大岡新一
- 美術：高橋昭彦（現・井口昭彦）
- 助監督：祭主恭嗣
- 特殊メイク：原口智生
- 視覚効果：中野稔
- ミニチュア：特殊美術GAM
- イラスト：安久津和巳

- 現像・特殊合成：IMAGICA
- スタジオ：にっかつ撮影所
- プロデューサー：岡田裕、八巻晶彦
- 企画：藤田浩一、小向正司（学研）、遠藤克彦（VAP）、波多腰晋二（日本テレビ）
- 制作：ニュー・センチュリー・プロデューサーズ
- 製作：日本テレビ、学研ヤング編集部、トライアングル・プロダクション、バップ

## 主題歌
- 「BOYのテーマ」
作詞：秋元康 / 作曲：林哲司 / 唄：菊池桃子
菊池の5thシングル。
- 「I Will」
作詞：秋元康 / 作曲：林哲司 / 唄：菊池桃子
菊池の1stアルバム「OCEAN SIDE」に収録。

## オリジナルサウンドトラック
1985年7月6日発売（VAP CD 80013-32/LP 30172-28/CT 50172-28）、1990年2月21日CD再発売（VPCB-80369）。
- 1. BOYのテーマ（菊池桃子）
- 2. メインタイトル
- 3. Dr,マルイのラブコ－ル
- 4. 閉ざされた記憶 5.テラ戦士～チェイス～
- 6. ディラスポ－ラ（時のない河）
- 7. ドリ－ム・アイズ
- 8. ゴ－ルデン・フレイム
- 9. 大空のBOY～αからφへ～
- 10. 悲しみのエスパーたち
- 11. グラスの中の謎
- 12. BOYのテーマ（インストゥルメンタル）
- 13. I WILL（菊池桃子）

## 逸話
- ゴールデン・フレイムの異様な特殊メイクは、映画『宇宙水爆戦』のメタルナ人エグセターへのオマージュとしてデザインされている。そのかつらは白髪のものがなかった為、普通のかつらを脱色したものである。
- ゴールデン･フレイムは後の漫画『強殖装甲ガイバー』のギュオーのモデルになったと作者がコメントしている。

## 参考資料
音楽
- 菊池桃子 『OCEAN SIDE』 バップ、1984年
- 菊池桃子 『BOYのテーマ』 バップ、1985年

その他
- 『テラ戦士ΨBOY』劇場公開時パンフレット　1985年